# Thomas Resetarits

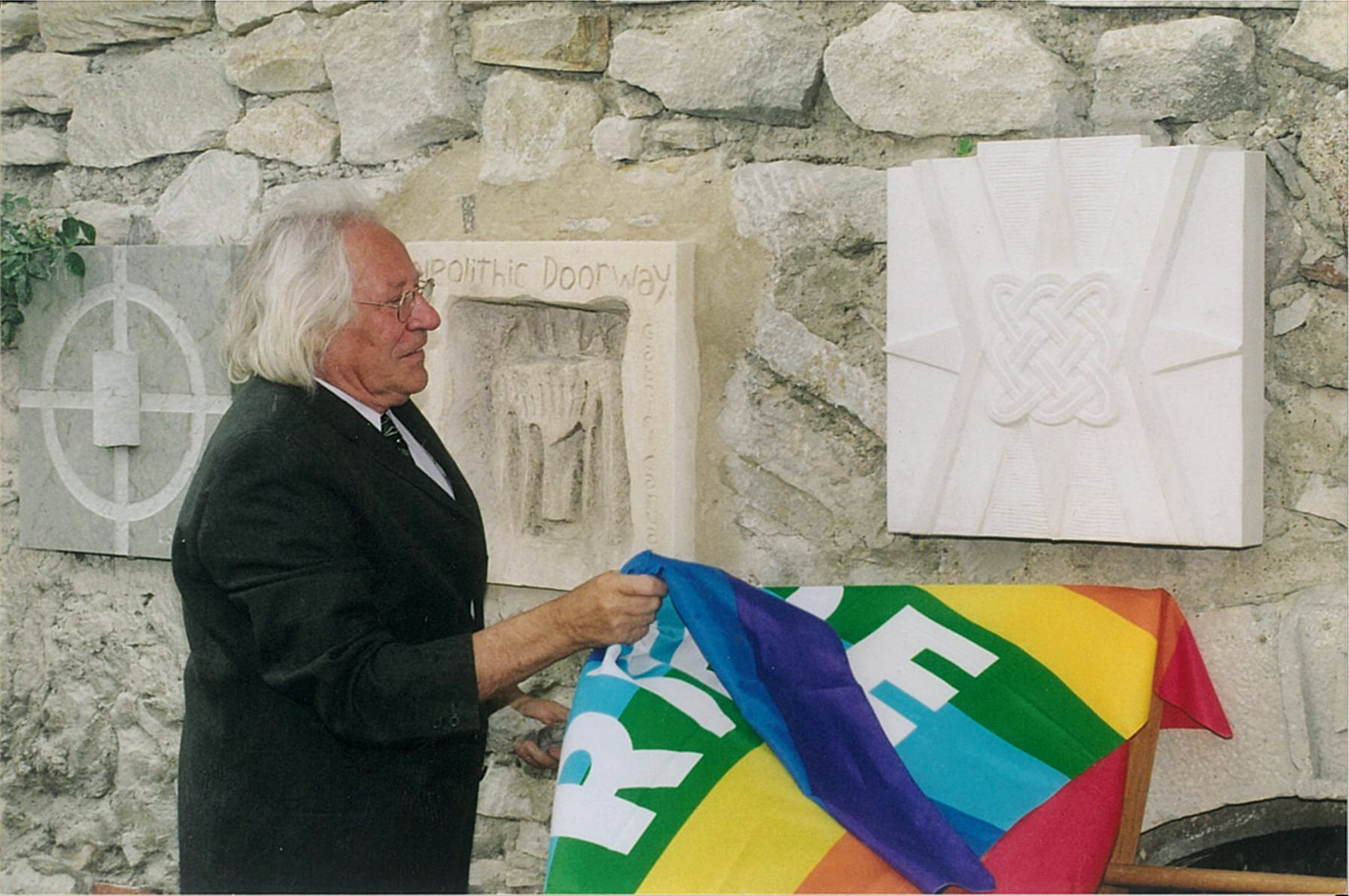
Thomas Resetarits enthüllt sein Werk Burgenlandkroaten an der Europa-Wand Kaisersteinbruch, 2003

Thomas Resetarits (* 25. November 1939 in Stinatz, Burgenland; † 18. Mai 2022) war ein österreichischer Bildhauer.

## Leben und Werk
Thomas Resetarits (Tome Rešetarić) wurde als Sohn von Franjo und Justina Resetarits, die der kroatischen Minderheit in Österreich angehörten, geboren. Während der Schulzeit begann er, Holzfiguren zu schnitzen. Ab 1955 absolvierte er eine Steinbildhauerlehre in der Arbeitermittelschule in Graz. 1957 machte er die Gesellenprüfung als Steinbildhauer. 1958 arbeitete er in diesem Beruf in Wien und später bei einer Steinindustriefirma in Salzburg. 1964 legte er seine Meisterprüfung in Wien ab. Von 1965 bis 1967 studierte er an der Akademie der Bildenden Künste in Wien.
Nach seiner Heirat mit der Volksschullehrerin Herta Flasch arbeitete Resetarits ab 1966 als freischaffender Bildhauer. Er unternahm Reisen nach Rom, nach Ungarn, Kroatien, Deutschland, Mexiko, USA, Afrika, Indien, Neuguinea, Südamerika, Südafrika und China. In Kassel wurde Resetarits Mitglied der Arbeitsgemeinschaft „Friedhof und Denkmal“.
Er arbeitete in Stein, Holz und Bronze. Ab 1970 erhielt er zahlreiche Aufträge von der Diözese Eisenstadt für Altar- und Kreuzweggestaltungen. Zwischen 1974 und 1976 engagierte er sich im Rahmen der Resozialisierung im Gefangenenhaus Eisenstadt mit einer kunsterzieherischen Tätigkeit. Ab 1990 begann er mit der Gestaltung von Glasfenstern und übernahm vorwiegend Auftragswerke im sakralen Bereich sowie Plastiken für den öffentlichen Raum. 1995 erhielt er den ersten Preis des ersten Workshops in Trausdorf, Burgenland. Er wohnte und arbeitete in Wörterberg, Burgenland.
Resetarits starb 82-jährig nach längerer Krankheit. Er wurde in Wörterberg bestattet.

## Werke im öffentlichen Raum (Auswahl)

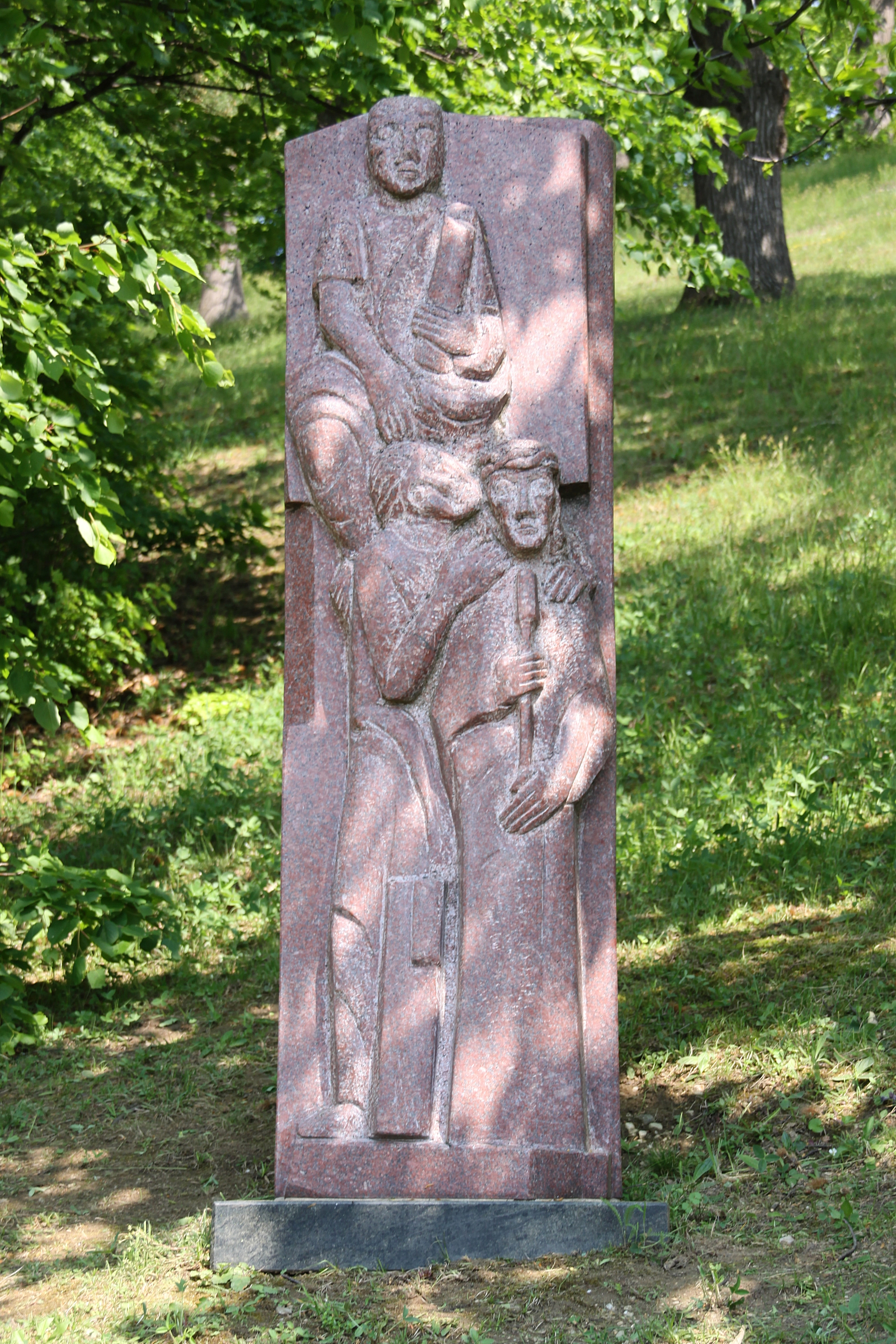
Kreuzweg am Kalvarienberg (Kegalberg) in Rohrbach bei Mattersburg

- 1966: Kreuzigungsgruppe, Sandstein – Rohrbach a. d. Lafnitz, Steiermark
- 1970: Altarrelief, Eichenholz – Höll im Burgenland
- 1971: Altarrelief, Eichenholz – Glashütten bei Lockenhaus, Burgenland
- 1974: Ausgestaltung des Altarraumes in Marmor, Pfarrkirche Stegersbach, Burgenland
- 1976: Ausgestaltung des Altarraumes der Krankenhauskapelle in Güssing, Burgenland
- 1980: Schutzmantelmadonna am Portal des Dom St. Martin (Eisenstadt), Burgenland
- 1981: St. Florian-Bildsäule, Kalkstein – Neudorf bei Parndorf/Novo Selo, Burgenland
- 1981: Flügelaltar, Lindenholz – Oberschützen, Burgenland
- 1983: 15 Kreuzwegstationen aus Stein – Woppendorf, Burgenland
- 1985: Brunnen, Marmor – Hart/St. Peter b. Graz, Steiermark
- 1987: Bronzeplastik Kontakt, 4 m hoch, Parkplatz Bernstein, B 50
- 1988: Auferstandener, Bronze, Grabmal Huisza, Neudorf bei Parndorf/Novo Selo, Burgenland
- 1988: Triptychon am Kanonikerhaus in Eisenstadt, Burgenland
- 1990: Altarraumgestaltung in der Filialkirche Sulz im Burgenland
- 1991: Kreuzweg, Holz – Filialkirche Kleinpetersdorf, Burgenland
- 1991: Altarraumgestaltung, Kirschholz – Katholische Pfarrkirche Pinkafeld, Burgenland
- Altarraumgestaltung der Klosterkapelle St. Vinzenz, Pinkafeld, Burgenland
- 1994: Lebensgroße Kreuzwegstationen, Kalkstein – Donnerskirchen, Burgenland
- 1996: Kreuzweg, Granit, Kegalberg neben Pfarrkirche – Rohrbach bei Mattersburg, Burgenland
- 1996: Altarraumgestaltung, Holz – Schwarzenbach, Niederösterreich
- 1999: Altarraumgestaltung, Marmor – Heiligenkreuz

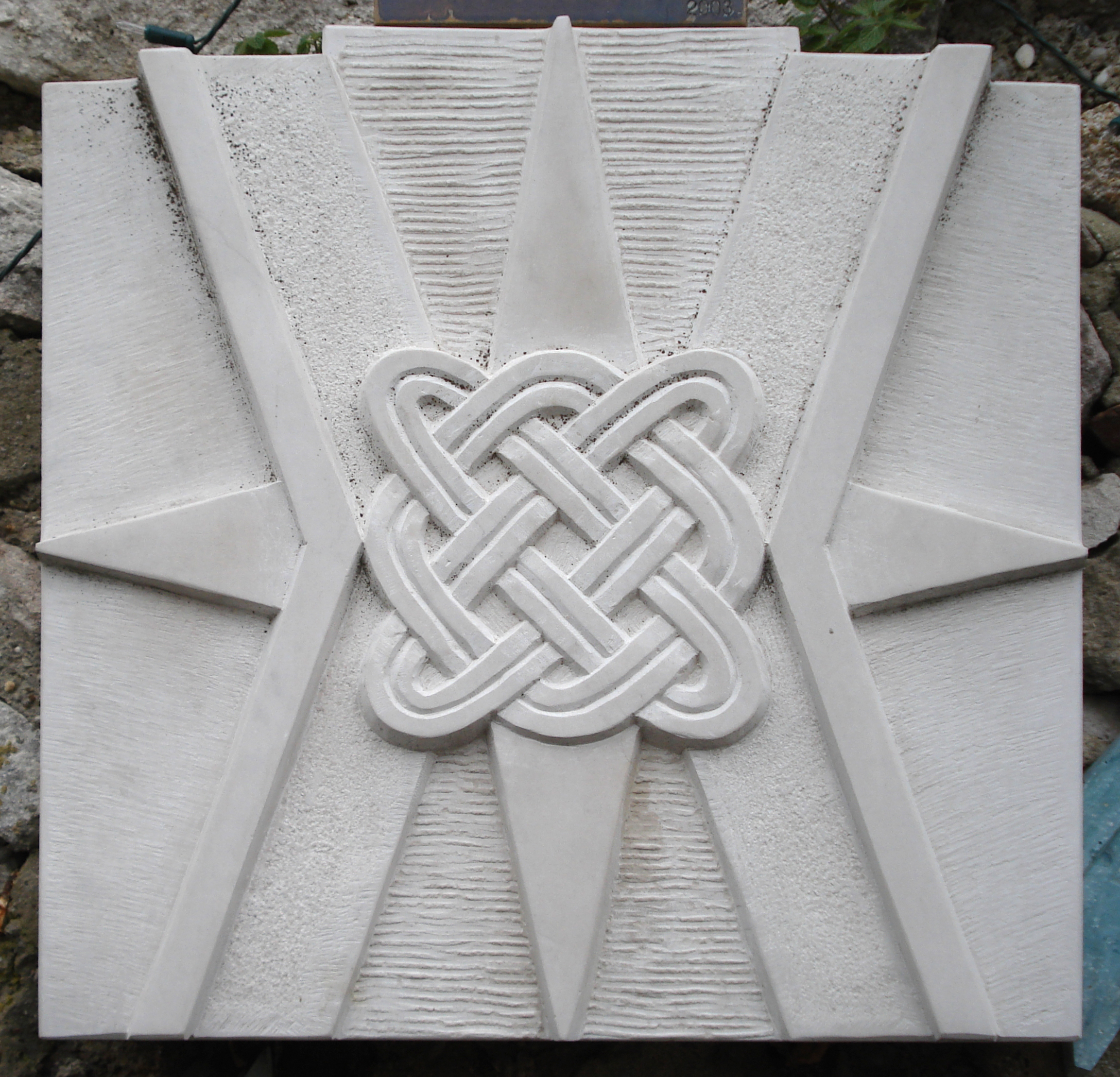
Steinrelief für Burgenlandkroaten in Kaisersteinbruch

- 2000: Altarraumgestaltung, Serpentinit – Badersdorf
- 2003: Kreuzweg, Holz, Neudorf bei Parndorf/Novo Selo, Burgenland
- 2003: 6. Europa-Symposium, Europabrunnen, Kaisersteinbruch[5] 2003
- 2004: Kreuzweg über die Grenze, St. Emmerichskirche, Ungarn
- 2007: Altarraumgestaltung, Rust, Burgenland
- 2010: Martinsbrunnen, Gerersdorf bei Güssing, Burgenland (anlässlich 200 Jahre Pfarrkirche z. hl. Martin)
- 2014: 15 Kreuzwegstationen aus Holz, Sulz im Burgenland

## Ausstellungen (Auswahl)
- 1992: Einzelausstellung, Bezirkshauptmannschaft Hartberg
- 1999: Workshop in Trausdorf mit Ausstellung (auch 2004 und 2006)
- 2001: Einzelausstellung im Kulturzentrum Oberschützen
- 2005: Kunstachse Oberschützen, Burgenland (auch 2007)

## Buchillustrationen
- 1976: Holzschnitte: Slicice, P. Jandrisevic
- 1977: Linolschnitte: Stinatzer Hochzeit, Dr. Leo Stubits
- 1983: Linolschnitte: Weihnachten ist jeden Tag, Dr. J. Frank, Morsak Verlag, ISBN 978-3-87553-213-5
- 1987: Holzschnitte (Handdruck): S licem prema narodu, (Mit dem Gesicht zum Volk), Augustin Blazovic, Hrvatsko štamparsko društvo
- 1988: Holzschnitte: Krizniput, von Pfarrer J. Zakall
- 1990: Du bleibst bei uns. Ein Kreuzweg, Josef Dirnbeck, ISBN 978-3-7022-1743-3
- 2003: Holzschnitte: Die Sandalen des Moses, Alfons Jestl, Verlag publication PNº1 (Bibliothek der Provinz Weitra), ISBN 3-85252-551-9
- 2007: Zeichnungen: Die Fee im Kirschbaum, Alfons Jestl, Verlag publication PNº1 (Bibliothek der Provinz Weitra), ISBN 978-3-85252-746-8